# Süleyman Demirel

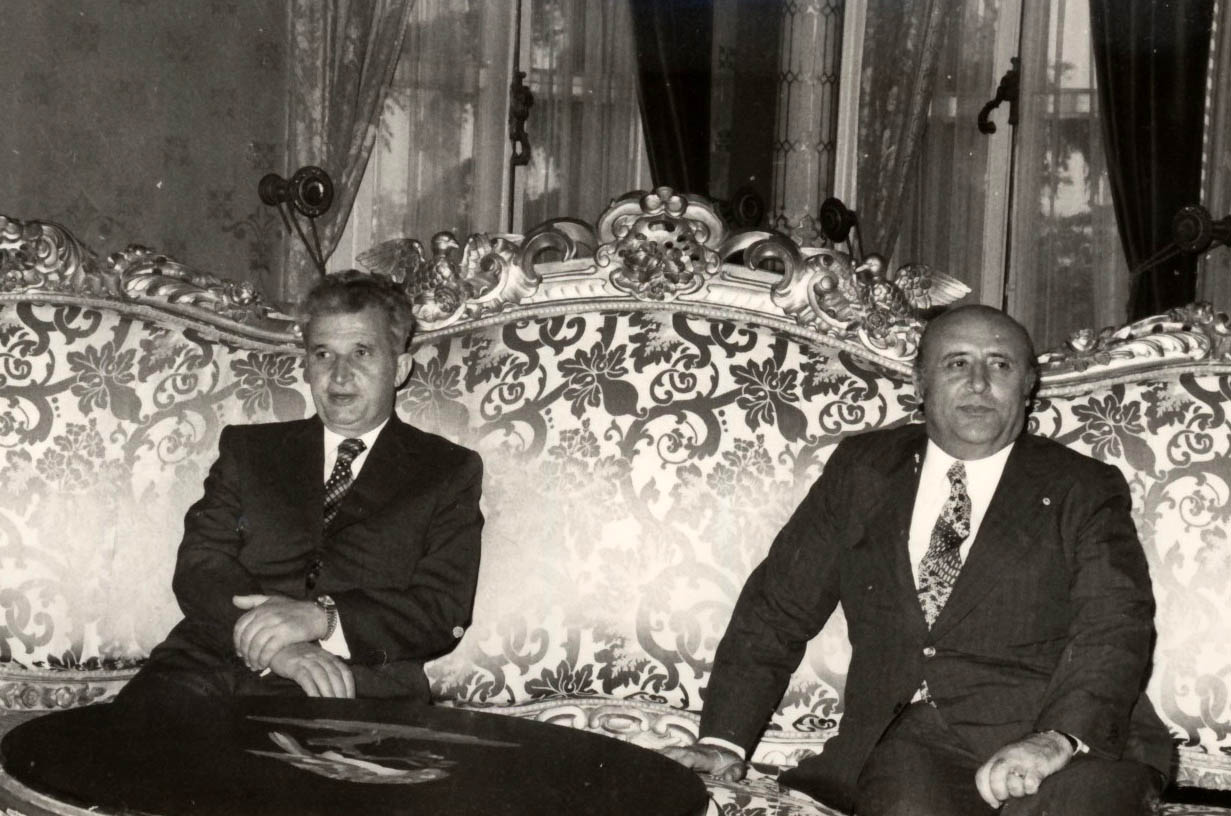
Nicolae Ceauşescu i Demirel

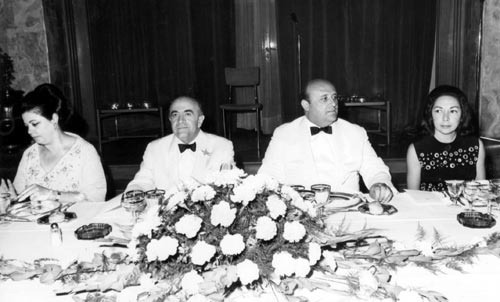
Amir-Abbas Hoveida i Süleyman Demirel amb les seves respectives dones. Nazmiye Demirel (1928-2013) és a l'esquerra de la imatge.

Sami Süleyman Gündoğdu Demirel, més conegut com a Süleyman Demirel (pronunciació AFI sylejˈman demiˈɾel; İslamköy, 1 de novembre de 1924 - Ankara, 17 de juny de 2015), fou un polític turc que va ser set vegades Primer Ministre de Turquia (entre 1965 i 1993) i també fou el novè President de Turquia.

## Biografia
Demirel va néixer a İslamköy, un poble d'Isparta. Després d'acabar l'educació primària en el seu lloc de naixement, realitzà els seus estudis de secundària a Isparta i Afyon, respectivament. Es graduà a l'escola d'enginyeria civil de la Universitat Tècnica d'Istanbul el 1949. Demirel ingressà al departament estatal per a la planificació de l'energia elèctrica el 1949. Emprengué estudis de postllicenciat sobre irrigació, tecnologies elèctriques i construcció de preses als Estats Units, en el període 1949-1950 i 1954-1955. Durant la construcció de la presa de Seyhan, Demirel treballà com a enginyer de projecte i el 1954 va ser nomenat Cap del Departament de Preses. A partir de 1955, treballà com a Director General de l'Estat per a temes hidràulics (DSI). En aquest càrrec, n aquesta capacitat, Demirel havia de supervisar la construcció d'una multitud de preses, centrals elèctriques, i instal·lacions d'irrigació.
Després del cop d'estat de 1960, realitzà el servei militar obligatori. En acabar-lo, treballà com a enginyer autònom i com a representant de Morrison Construction, una companyia dels Estats Units. Durant aquest període, també treballà com a professor, a temps parcial, d'enginyeria hidràulica a la Universitat Tècnica de l'Orient Mitjà (ODTÜ) d'Ankara.

## Carrera política
La seva carrera política començava amb la seva elecció al comitè executiu del Partit de la Justícia fundat per l'antic general Ragıp Gümüşpala, i dirigit pel Cap d'Estat Cemal Gürsel, com a successor del Partit Demòcrata que va ser dissolt del cop d'Estat del 27 de maig de 1960. El periodista i diputat Cihat Baban afirma a La Galeria de la Política (Politika Galerisi) que Cemal Gürsel li va dir el següent:
| « | Resoldrem tots els nostres conflictes si Süleyman Demirel es pot convertir en el cap del Partit de la Justícia (Adalet Partisi). Estic treballant molt dur per tal que es pugui convertir en el cap del partit. Si tinc èxit en això, seré molt feliç. | » |

Demirel va ser elegit President en la segona gran convenció de partit, que va tenir lloc el 28 de novembre de 1964. Facilità la formació d'un govern de coalició que governà entre febrer i octubre de 1965 sota la direcció del Primer Ministre Suat Hayri Ürgüplü; en aquest govern va tenir el càrrec de Vice-Primer Ministre. Sota el seu lideratge, l'AP obtingué una majoria de vots sense precedents en les eleccions del 10 d'octubre de 1965 i formava un govern majoritari. Demirel es convertia, doncs, en el Primer Ministre més jove de tota la història de Turquia, i en el segon Primer Ministre escollit democràticament després d'Adnan Menderes, que havia guanyat tres cops les eleccions en els anys 1950, però que fou executat després d'un cop d'estat militar el 1960.
Com a diputat per Isparta, Demirel es convertí en el 12è Primer Ministre de Turquia i governà el país durant quatre anys. En les següents eleccions, celebrades el 10 d'octubre de 1969, el seu partit va tornar a ser el guanyador per una aclaparadora majoria. Dimitia després del memoràndum militar de 12 de març de 1971. No pogué guanyar les eleccions que se celebraren el 1973 i el 1977; tanmateix, entre 1971 i 1980, va tenir el càrrec de primer ministre per tres vegades més, per bé que amb socis de coalició, durant 1975-1977, 1977-1978, i 1979-1980, respectivament.

## Després del cop de 1980
Després del cop d'estat del 12 de setembre de 1980, encapçalat per Kenan Evren, li va ser vetada la participació en política activa durant deu anys. El 1986, tanmateix, Demirel llançava una campanya nacional per aixecar les prohibicions i inicià un referèndum nacional sobre l'assumpte.
El 6 de setembre de 1987, un referèndum li permeté de retornar a la política activa. Només 18 dies més tard, Demirel va ser elegit President en la convenció extraordinària del Partit de la Via Recta (DYP) que reemplaçava l'Adalet Partisi. Va ser reelegit diputat per Isparta a les eleccions del 29 de novembre de 1987.
Després de les eleccions del 20 d'octubre de 1991, Demirel esdevingué primer ministre una vegada més, en un govern de coalició amb el Partit Social-Demòcrata Popular.
Després de la sobtada mort del president Turgut Özal, esdevingué el novè President de Turquia, el 16 de maig, de 1993, elegit per la Gran Assemblea Nacional de Turquia.
El 10 de març de 1995, es va assabentar d'un intent de cop d'Estat contra el President Heidar Alíev de l'Azerbaidjan (preparat pel seu predecessor Ebulfeyz Elçibey) amb l'ajut dels serveis secrets turcs i agències de seguretat, i advertí Alíev.
Demirel pogué mantenir la seva posició com a President quan col·laborà amb els militars durant el "cop postmodern" de 1997 a Turquia. Ostentà el càrrec de President pel període constitucionalment fixat de set anys, fins al 16 de maig de 2000.
Després de la seva jubilació, s'ha dedicat a fer conferències a diverses universitats de Turquia.

## Vida privada
Süleyman Demirel estigué casat amb Nazmiye Demirel; la parella no va tenir fills.

## Llegat
L'Aeroport Süleyman Demirel i la Universitat Süleyman Demirel, ambdós situats a Isparta, duen el seu nom. Igualment, l'Estadi Süleyman Demirel a Antalya i el Centre Mèdic Süleyman Demirel de la Universitat d'Atatürk a Erzurum. Hi ha també dos carrers principals importants amb el seu nom: un a Istanbul i l'altre a Muğla.

## Guardons
Demirel ha estat guardonat amb l'Orde d'Istiglal per les seves contribucions al desenvolupament de les Relacions entre Turquia i l'Azerbaidjan i la seva posició constructiva sobre conflicte de l'Alt Karabakh, i la creació de la unitat entre els estats túrquics per part del President de l'Azerbaidjan Heidar Alíev el 12 de juny, 1999. També ha rebut l'Orde de la Creu de la Terra Mariana d'Estònia i l'orde polonesa de l'Àliga Blanca (1993), a més de la Gran Creu del Cavaller de la Gran Orde del Rei Tomislav de Croàcia.